# Hooper Bay (Alaska)
Hooper Bay ist ein Ort mit dem Status einer City in der Kusilvak Census Area in Alaska. Das U.S. Census Bureau hatte bei der Volkszählung 2020 eine Einwohnerzahl von 1375 ermittelt. Das Eskimo-Dorf liegt im Yupik-Sprachenraum.

## Geographie
Hooper Bay liegt an der Nordküste der gleichnamigen Bucht im Westen von Alaska. Der 6 m hoch gelegene Ort befindet sich 31 km südlich vom Cape Romanzof. Nächstgelegene Orte sind Chevak, 27 km östlich, sowie Scammon Bay, 44 km nordöstlich. Landeinwärts erstreckt sich das Yukon-Kuskokwim-Delta. Hooper Bay liegt innerhalb des Schutzgebietes Yukon Delta National Wildlife Refuge. Der Ort verfügt über einen Flugplatz.

## Geschichte
1934 wurde in Hooper Bay ein Postamt eröffnet. Der heutige Ort ist in der Sprache der Eskimo auch unter dem Namen „Naparyarmiut“ bekannt. 1966 erhielt der Ort den Status einer „City“. Heute ist Hooper Bay nach Bethel der zweitgrößte Ort im Yukon-Kuskokwim-Delta. Hooper Bay ist das größte traditionelle Dorf in der Region und bildet ein Geschäfts- und Dienstleistungszentrum für die umgebenden Dörfer. Kommerzieller Fischfang und Subsistenzwirtschaft sind wichtige Wirtschaftszweige in Hooper Bay. Der Verkauf und die Einfuhr von Alkohol sind in Hooper Bay verboten.

## Demografie
Zum Zeitpunkt der Volkszählung im Jahre 2020 (U.S. Census 2020) hatte Hooper Bay 1375 Einwohner auf einer Landfläche von 19,42 km². Von den Einwohnern waren 23 Weiße, 2 afrikanisch-amerikanischer, 1330 amerikanisch-indianischer Abstammung sowie 10 Asiaten.
Beim Zensus im Jahr 2000 wurden 1014 Einwohner gezählt, 2010 waren es 1093. Somit war die Bevölkerungsentwicklung in den letzten Jahren ansteigend.